# Eliminatórias da Copa do Mundo FIFA de 2014 - Europa (Grupo H)
O Grupo H das eliminatórias da Europa para a Copa do Mundo FIFA de 2014 foi formado por Inglaterra, Montenegro, Ucrânia, Polônia, Moldávia e San Marino.
O vencedor do grupo qualificou-se automaticamente para a Copa do Mundo de 2014. Além dos demais oito vencedores de grupos, os oito melhores segundos colocados avançaram para a segunda fase, disputada no sistema de play-offs.

## Classificação
| Pos | Equipe     | Pts | J  | V | E | D  | GP | GC | SG  | Classificado                              |  | ENG | UKR | MNE | POL | MDA | SMR |
| --- | ---------- | --- | -- | - | - | -- | -- | -- | --- | ----------------------------------------- |  | --- | --- | --- | --- | --- | --- |
| 1   | Inglaterra | 22  | 10 | 6 | 4 | 0  | 31 | 4  | +27 | qualificadas para a Copa do Mundo de 2014 |  | —   | 1–1 | 4–1 | 2–0 | 4–0 | 5–0 |
| 2   | Ucrânia    | 21  | 10 | 6 | 3 | 1  | 28 | 4  | +24 | qualificadas para a segunda fase          |  | 0–0 | —   | 0–1 | 1–0 | 2–1 | 9–0 |
| 3   | Montenegro | 15  | 10 | 4 | 3 | 3  | 18 | 17 | +1  | Eliminado                                 |  | 1–1 | 0–4 | —   | 2–2 | 2–5 | 3–0 |
| 4   | Polónia    | 13  | 10 | 3 | 4 | 3  | 18 | 12 | +6  | Eliminado                                 |  | 1–1 | 1–3 | 1–1 | —   | 2–0 | 5–0 |
| 5   | Moldávia   | 11  | 10 | 3 | 2 | 5  | 12 | 17 | −5  | Eliminado                                 |  | 0–5 | 0–0 | 0–1 | 1–1 | —   | 3–0 |
| 6   | San Marino | 0   | 10 | 0 | 0 | 10 | 1  | 54 | −53 | Eliminado                                 |  | 0–8 | 0–8 | 0–6 | 1–5 | 0–2 | —   |

## Resultados
| 7 de setembro de 2012 | Montenegro                  | 2 – 2     | Polónia                              | Estádio Pod Goricom, Podgorica                  |
| 20:30 (UTC+2)         | Drinčić 27' · Vučinić 45+2' | Relatório | Błaszczykowski 6' · Mierzejewski 55' | Público: 11 420 Árbitro: ISL Kristinn Jakobsson |

| 7 de setembro de 2012 | Moldávia | 0 – 5     | Inglaterra                                            | Estádio Zimbru, Chișinău                       |
| 21:45 (UTC+3)         |          | Relatório | Lampard 4', 29' · Defoe 32' · Milner 74' · Baines 83' | Público: 10 500 Árbitro: NED Paulus van Boekel |

| 11 de setembro de 2012 | San Marino | 0 – 6     | Montenegro                                                          | Estádio Olímpico, Serravalle           |
| 20:30 (UTC+2)          |            | Relatório | Đorđević 24' · Bećiraj 26', 51' · Zverotić 69' · Delibašić 78', 82' | Público: 1 947 Árbitro: IRL Neil Doyle |

| 11 de setembro de 2012 | Polónia                             | 2 – 0     | Moldávia | Estádio Municipal, Wrocław                 |
| 20:45 (UTC+2)          | Błaszczykowski 33' · Wawrzyniak 81' | Relatório |          | Público: 26 145 Árbitro: GRE Ilias Spathas |

| 11 de setembro de 2012 | Inglaterra        | 1 – 1     | Ucrânia         | Estádio de Wembley, Londres               |
| 20:00 (UTC+1)          | Lampard 87' (pen) | Relatório | Konoplyanka 39' | Público: 68 102 Árbitro: TUR Cüneyt Çakır |

| 12 de outubro de 2012 | Moldávia | 0 – 0     | Ucrânia | Estádio Zimbru, Chișinău                    |
| 21:00 (UTC+3)         |          | Relatório |         | Público: 12 500 Árbitro: FRA Clément Turpin |

| 12 de outubro de 2012 | Inglaterra                                                        | 5 – 0     | San Marino | Estádio de Wembley, Londres                    |
| 20:00 (UTC+1)         | Rooney 35' (pen), 70' · Welbeck 37', 72' · Oxlade-Chamberlain 77' | Relatório |            | Público: 86 645 Árbitro: LTU Gediminas Mažeika |

| 16 de outubro de 2012 | Ucrânia | 0 – 1     | Montenegro     | Estádio Olímpico, Kiev                           |
| 21:00 (UTC+3)         |         | Relatório | Damjanović 45' | Público: 50 597 Árbitro: GRE Michael Koukoulakis |

| 16 de outubro de 2012 | San Marino | 0 – 2     | Moldávia                | Estádio Olímpico, Serravalle            |
| 20:30 (UTC+2)         |            | Relatório | Dadu 72' · Epureanu 78' | Público: 736 Árbitro: CYP Marios Panayi |

| 17 de outubro de 2012[a] | Polónia  | 1 – 1     | Inglaterra | Estádio Nacional, Varsóvia                   |
| 17:00 (UTC+2)            | Glik 70' | Relatório | Rooney 31' | Público: 47 000 Árbitro: ITA Gianluca Rocchi |

| 14 de novembro de 2012 | Montenegro                        | 3 – 0     | San Marino | Estádio Pod Goricom, Podgorica           |
| 18:00 (UTC+1)          | Delibašić 14', 31' · Zverotić 68' | Relatório |            | Público: 7 158 Árbitro: HUN Sándor Szabó |

| 22 de março de 2013 | Moldávia | 0 – 1     | Montenegro  | Estádio Zimbru, Chișinău                   |
| 21:30 (UTC+2)       |          | Relatório | Vučinić 78' | Público: 5 400 Árbitro: ITA Daniele Orsato |

| 22 de março de 2013 | Polónia      | 1 – 3     | Ucrânia                                 | Estádio Nacional, Varsóvia                  |
| 20:45 (UTC+1)       | Piszczek 18' | Relatório | Yarmolenko 2' · Husyev 7' · Zozulya 45' | Público: 55 565 Árbitro: CZE Pavel Královec |

| 22 de março de 2013 | San Marino | 0 – 8     | Inglaterra | Estádio Olímpico, Serravalle            |
| 21:00 (UTC+1)       |            | Relatório | Della Valle 12' (g.c.) · Oxlade-Chamberlain 29' · Defoe 34', 77' · Young 39' · Lampard 42' · Rooney 54' · Sturridge 70' | Público: 4 952 Árbitro: SUI Alain Bieri |

| 26 de março de 2013 | Ucrânia                         | 2 – 1     | Moldávia    | Estádio Chornomorets, Odesa              |
| 21:00 (UTC+2)       | Yarmolenko 61' · Khacheridi 70' | Relatório | Suvorov 80' | Público: 31 948 Árbitro: DEN Kenn Hansen |

| 26 de março de 2013 | Polónia                                                              | 5 – 0     | San Marino | Estádio Nacional, Varsóvia                     |
| 20:45 (UTC+1)       | Lewandowski 21', 50' · Piszczek 28' · Teodorczyk 60' · Kosecki 90+2' | Relatório |            | Público: 43 008 Árbitro: NOR Ken Henry Johnsen |

| 26 de março de 2013 | Montenegro     | 1 – 1     | Inglaterra | Estádio Pod Goricom, Podgorica              |
| 21:00 (UTC+1)       | Damjanović 76' | Relatório | Rooney 6'  | Público: 11 300 Árbitro: SWE Jonas Eriksson |

| 7 de junho de 2013 | Moldávia      | 1 – 1     | Polónia           | Estádio Zimbru, Chișinău                               |
| 21:15 (UTC+3)      | Sidorenco 36' | Relatório | Błaszczykowski 6' | Público: 8 726 Árbitro: ESP Fernando Teixeira Vitienes |

| 7 de junho de 2013 | Montenegro | 0 – 4     | Ucrânia                                                     | Estádio Pod Goricom, Podgorica            |
| 20:30 (UTC+2)      |            | Relatório | Harmash 51' · Konoplyanka 77' · Fedetskiy 84' · Bezus 90+3' | Público: 11 996 Árbitro: GER Manuel Gräfe |

| 6 de setembro de 2013 | Ucrânia | 9 – 0     | San Marino | Arena Lviv, Lviv                        |
| 21:00 (UTC+3)         | Dević 11' · Seleznyov 26' · Edmar 32' · Khacheridi 45', 54' · Konoplyanka 50' · Bezus 63' · Fedetskiy 74' · Rakitskiy 90+3' | Relatório |            | Público: 34 190 Árbitro: IRL Neil Doyle |

| 6 de setembro de 2013 | Polónia         | 1 – 1     | Montenegro     | Estádio Nacional, Varsóvia                 |
| 20:45 (UTC+2)         | Lewandowski 16' | Relatório | Damjanović 11' | Público: 45 652 Árbitro: NED Björn Kuipers |

| 6 de setembro de 2013 | Inglaterra                                     | 4 – 0     | Moldávia | Estádio de Wembley, Londres                |
| 20:00 (UTC+1)         | Gerrard 12' · Lambert 26' · Welbeck 45+1', 50' | Relatório |          | Público: 61 607 Árbitro: SVK Ivan Kružliak |

| 10 de setembro de 2013 | San Marino      | 1 – 5     | Polónia                                                                 | Estádio Olímpico, Serravalle           |
| 20:45 (UTC+2)          | Della Valle 22' | Relatório | Zieliński 10', 66' · Błaszczykowski 23' · Sobota 34' · Mierzejewski 75' | Público: 1 597 Árbitro: MLT Marco Borg |

| 10 de setembro de 2013 | Ucrânia | 0 – 0     | Inglaterra | Estádio Olímpico, Kiev                     |
| 21:45 (UTC+3)          |         | Relatório |            | Público: 69 890 Árbitro: POR Pedro Proença |

| 11 de outubro de 2013 | Moldávia                        | 3 – 0     | San Marino | Estádio Zimbru, Chișinău                      |
| 19:00 (UTC+3)         | Frunză 55' · Sidorenco 59', 89' | Relatório |            | Público: 7 348 Árbitro: AND Ignasi Villamayor |

| 11 de outubro de 2013 | Ucrânia        | 1 – 0     | Polónia | Estádio Metalist, Carcóvia                  |
| 21:00 (UTC+3)         | Yarmolenko 64' | Relatório |         | Público: 39 136 Árbitro: SWE Jonas Eriksson |

| 11 de outubro de 2013 | Inglaterra                                                              | 4 – 1     | Montenegro     | Estádio de Wembley, Londres                  |
| 20:00 (UTC+1)         | Rooney 48' · Bošković 62' (g.c.) · Townsend 78' · Sturridge 90+3' (pen) | Relatório | Damjanović 71' | Público: 83 807 Árbitro: ESP Alberto Undiano |

| 15 de outubro de 2013 | Inglaterra               | 2 – 0     | Polónia | Estádio de Wembley, Londres                |
| 20:00 (UTC+1)         | Rooney 41' · Gerrard 88' | Relatório |         | Público: 85 186 Árbitro: SVN Damir Skomina |

| 15 de outubro de 2013 | San Marino | 0 – 8     | Ucrânia                                                                                          | Estádio Olímpico, Serravalle               |
| 21:00 (UTC+2)         |            | Relatório | Seleznyov 13' (pen), 18' · Dević 15', 51', 57' (pen) · Yarmolenko 55' · Bezus 65' · Mandzyuk 80' | Público: 1 268 Árbitro: AUT Harald Lechner |

| 15 de outubro de 2013 | Montenegro               | 2 – 5     | Moldávia                                                   | Estádio Pod Goricom, Podgorica                   |
| 21:00 (UTC+2)         | Jovetić 55' (pen), 90+1' | Relatório | Antoniuc 28', 89' · Armaș 62' · Sidorenco 64' · Ioniță 73' | Público: 5 770 Árbitro: AUT Robert Schörgenhofer |